# Ёда, Юки
Юки Ёда (яп. 与田 祐希 Ёда Юки, род. 5 мая 2000, Фукуока, Япония) — японская певица, актриса и фотомодель, участница японской идол-группы Nogizaka46.

## Биография
Родилась 5 мая 2000 года в префектуре Фукуока.
В 2016 году вошла в состав третьего поколения женской идол-группы Nogizaka46.
В 2019 году японский сайт Modelpress сообщил, что Юки Ёда станет постоянной моделью женских журналов MAQUIA и bis.
Снялась в кинокартинах «Необъятный океан» (2020), «Япония тонет: Человек надежды» (2021), OUT (2023) и др.

## Фильмография
- Моб Психо 100 - 2018 г.
- Замби - 2019 г.
- Необъятный океан - 2020 г.
- Реальные страшилки - 2021 г.
- Гибель Японии: Люди надежды - 2021 г.
- Модель массового производства Рико: Инструкция по сборке жизни пластиковой модели - 2022 г.
- Выход - 2023 г.